# ویسوکا سربسکا
ویسوکا سربسکا (به لاتین: Vysoká Srbská) یک منطقهٔ مسکونی در جمهوری چک است که در شهرستان ناخود واقع شده‌است.
 ویسوکا سربسکا ۷٫۴۳ کیلومتر مربع مساحت و ۲۶۷ نفر جمعیت دارد و ۴۷۴ متر بالاتر از سطح دریا واقع شده‌است.